# Nado sincronizado no Campeonato Mundial de Esportes Aquáticos de 2013 - Rotina livre equipes
A rotina livre equipes do nado sincronizado no Campeonato Mundial de Esportes Aquáticos de 2013 foi realizada entre os dias 23 de julho e 26 de julho no Palau Sant Jordi em Barcelona.

## Calendário
| Fase          | Data        |
| ------------- | ----------- |
| Eliminatórias | 23 de julho |
| Final         | 26 de julho |

## Medalhistas
| Ouro | Prata | Bronze |
| Rússia · Vlada Chigireva · Svetlana Kolesnichenko · Daria Korobova · Alexandra Patskevich · Elena Prokofyeva · Alla Shishkina · Maria Shurochkina · Angelika Timanina · Anisya Olkhova (reserva) · Alexandra Zueva (reserva) | Espanha · Clara Basiana · Alba María Cabello · Ona Carbonell · Margalida Crespí · Thaïs Henríquez · Paula Klamburg · Sara Levy · Meritxell Mas · Laia Pons (reserva) · Cristina Salvador (reserva) | Ucrânia · Lolita Ananasova · Olena Grechykhina · Ganna Klymenko · Oleksandra Sabada · Kateryna Sadurska · Anastasiya Savchuk · Anna Voloshyna · Olha Zolotarova · Kateryna Reznik (reserva) · Maryna Golyadkina (reserva) |

## Resultados
| Pos.              | Nacionalidade | Eliminatória | Eliminatória | Final  | Final |
| Pos.              | Nacionalidade | Pontos       | Pos.         | Pontos | Pos.  |
| ----------------- | ------------- | ------------ | ------------ | ------ | ----- |
| Medalha de ouro   | Rússia        | 97.390       | 1            | 97.400 | 1     |
| Medalha de prata  | Espanha       | 94.100       | 2            | 94.230 | 2     |
| Medalha de bronze | Ucrânia       | 93.100       | 3            | 93.640 | 3     |
| 4                 | Japão         | 91.670       | 4            | 91.950 | 4     |
| 5                 | Itália        | 89.880       | 5            | 89.840 | 5     |
| 6                 | Canadá        | 88.180       | 6            | 88.620 | 6     |
| 7                 | França        | 86.510       | 7            | 87.080 | 7     |
| 8                 | Grécia        | 85.510       | 8            | 85.060 | 8     |
| 9                 | México        | 83.850       | 9            | 84.430 | 9     |
| 10                | Brasil        | 83.240       | 10           | 83.520 | 10    |
| 11                | Reino Unido   | 82.510       | 11           | 82.570 | 11    |
| 12                | Suíça         | 82.290       | 12           | 82.680 | 12    |
| 13                | Cazaquistão   | 78.180       | 13           | 5      | 13    |
| 14                | Egito         | 76.460       | 14           | 4      | 14    |
| 15                | Singapura     | 67.960       | 15           | 3      | 15    |
| 16                | Macau         | 66.790       | 16           | 2      | 16    |
| 17                | Costa Rica    | 62.190       | 17           | 1      | 17    |